# 斯韦蒂斯拉夫·佩希奇
斯韦蒂斯拉夫·佩希奇（1949年8月28日—），塞尔维亚、德国篮球运动员、教练，场上位置是得分后卫。他曾带领南联盟参加2001年国际篮联欧洲锦标赛、2002年国际篮联世界锦标赛。